# Sakmara

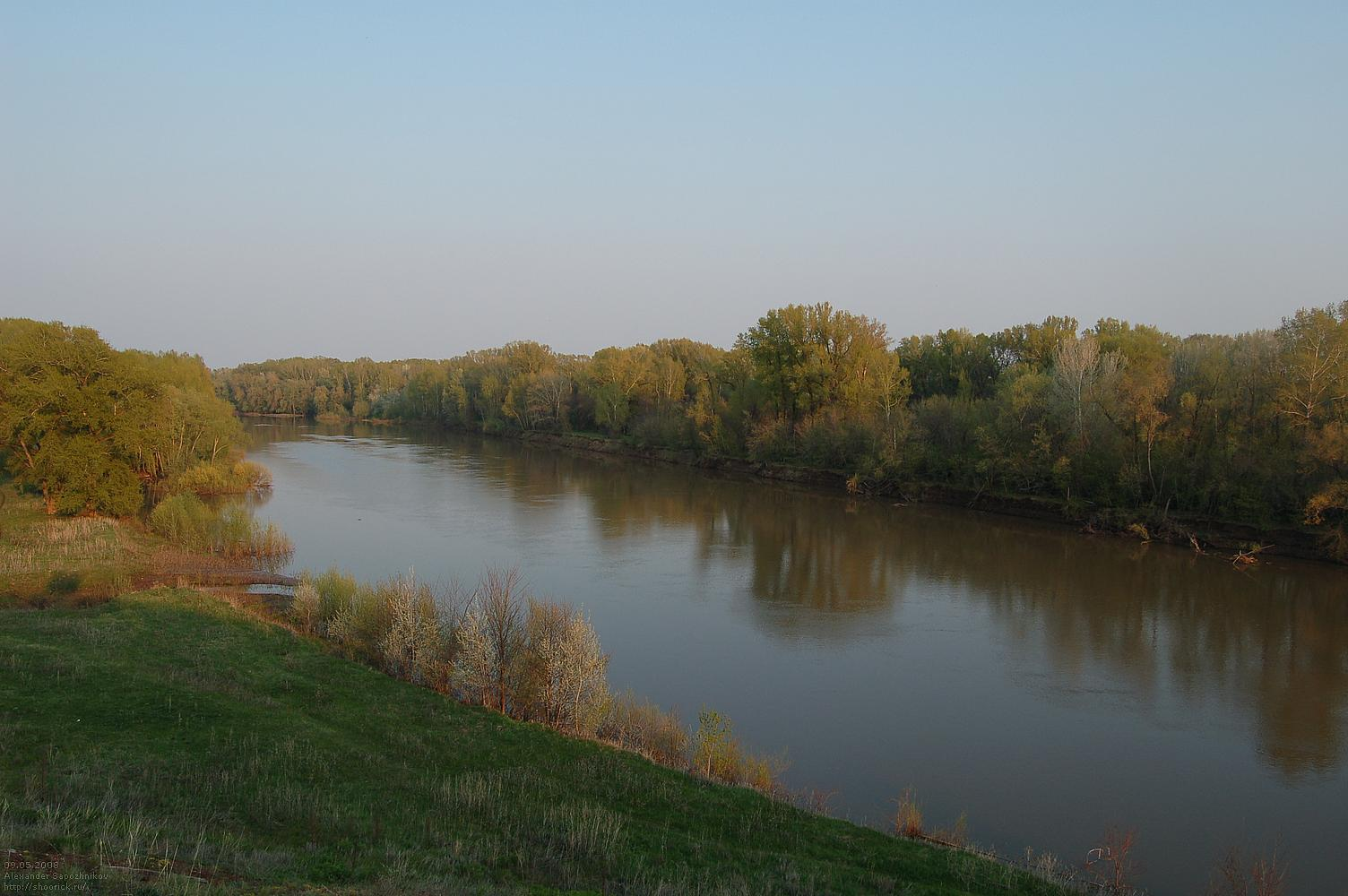
Sakmara

Sakmara (Russisch: Сакмара, Basjkiers: Һаҡмар, Haqmar) is de naam van een rivier in Rusland.

## Verloop
Ze draineert (over een totale lengte van ongeveer 760 km) het water dat van de flanken loopt van het zuideinde van de Oeral-bergketen.
De bron van de rivier bevindt zich op een hoogte van ongeveer 800 m in de republiek Basjkirostan, ongeveer 60 km ten zuidwesten van de stad Magnitogorsk (oblast Tscheljabinsk). In zijn bovenloop is de rivier ongeveer zuidwaarts gericht. Verder stroomafwaarts (nabij de stad Kuvandyk, oblast Orenburg) verlaat ze de bergen, maakt een bocht en oriënteert zich eerder westwaarts, en meandert nog ongeveer 150 km tot ze zich zuidwaarts richt en ter hoogte van de stad Orenburg uitmondt in de Oeral (rivier), die verder stroomt naar de Kaspische Zee.
Belangrijke zijrivieren zijn de Salymysj en de Grote Ik, beiden komende vanaf het noorden.

## Sakmariaan
Naar de rivier is het geologisch tijdperk (etage) Sakmariaan (deel van het Vroeg-Perm) vernoemd. De kalksteenlagen met een ouderdom van ongeveer 290 miljoen jaar treden nabij het brongebied van de rivier aan de oppervlakte, nabij de berg Kurmain in het gebied Karamuruntau-Kamm.

## Hydrografie
Het stroomgebied van de Sakmara bedraagt ongeveer 30.200 km². Aan zijn monding heeft de rivier een breedte van ongeveer 100 meter en een waterdiepte van gemiddeld 2 meter; de stroomsnelheid bedraagt er ongeveer 0,5 m/s. Ter hoogte van de zijrivier Salmysch (ongeveer 55 km voor Orenburg) bedraagt het jaargemiddelde debiet van de Sakmara ongeveer 144 m³/s.
In de winter (november tot april) is de rivier dichtgevroren.
- Virtual International Authority File: 315528083